# 聖隷三方原病院
社会福祉法人聖隷福祉事業団総合病院聖隷三方原病院（しゃかいふくしほうじん せいれいふくしじぎょうだんそうごうびょういん せいれいみかたはらびょういん、英語: Seirei Mikatahara General Hospital）は、浜松市中央区にある民間の病院である。
2015年（平成27年）3月31日に静岡県から24時間体制で高度な救急医療を行う「高度救命救急センター」に指定された。国や都道府県立、大学附属病院、赤十字などを除く民間で唯一の指定である。
地域医療支援病院や3次救急指定病院にも指定されている。

## 特徴
- 浜松医科大学医学部附属病院、浜松医療センター、聖隷浜松病院と並び、遠州地方（静岡県西部）の中核となっている医療機関であると共に、愛知県東三河地方、長野県下伊那南部にとっても中核医療機関となっているため、専門治療を受けるべく来院者も多い。
- 日本初のホスピスである聖隷ホスピスがある。
- ドクターヘリを持つ高度救命救急センターがある。
- 嚥下リハビリテーションでは国内有数の病院。病院食に力を入れていることでも知られている。
- 病床数934床は静岡県内最大規模を誇る[2]

## 沿革
- 1942年（昭和17年） - 当院の前身である「聖隷保養農園附属病院」開設
- 1973年（昭和48年） - 『聖隷三方原病院』と改称
- 1981年（昭和56年） - 日本初のホスピス（聖隷ホスピス）開設
- 1999年（平成11年） - ドクターヘリコプター研究事業開始
- 2001年（平成13年） - ドクターヘリコプター運用開始
- 2002年（平成14年） - (財)日本医療機能評価機構の認定を受ける
- 2004年（平成16年） - 新館建築工事が始まる
- 2008年（平成20年） - 新館「F号館」が完成する
- 2015年（平成27年）3月31日 - 静岡県が「高度救命救急センター」に指定[1]

## 聖隷ホスピス
ホスピスとは悪性腫瘍（しゅよう）などの患者の身体的苦痛を軽減するだけでなく、精神的苦痛、不安なども軽減して、患者やその家族と共に最期まで人間らしく尊厳をもって生きることができるように援助をする施設。聖隷三方原病院のホスピス病棟は、1981年（昭和56年）に日本で初めて開設。1984年（昭和59年）マザー・テレサが訪問。

## ドクターヘリ
- 当院のドクターヘリは1999年（平成11年）4月に浜松救急医学会の研究事業として運用が開始された。
- 2001年（平成13年）10月から正式なドクターヘリ導入促進事業として運用を開始した。
- 県内ではドクターヘリを有する病院が当院と順天堂大学医学部附属静岡病院であり、当院は静岡県西部、愛知県東三河を主たる運航範囲としている。
- F号館屋上にヘリポートを有し、毎日平均1、2回の発着がある。
- 悪天候時並びに機体整備時は県営名古屋空港まで回送されているが、2021年2月現在、近隣に地上格納庫を整備中である。

## 診療科

### 診療部
- 総合診療内科
- 血液内科
- 感染症リウマチ内科
- 腎臓内科
- 内分泌代謝内科
- 消化器内科
- 肝臓内科
- 呼吸器内科
- 循環器科
- 脳卒中科
- 外科
- 消化器外科
- 呼吸器外科
- 脳神経外科
- 心臓血管外科
- 整形外科
- 形成外科
- 耳鼻咽喉科
- 泌尿器科
- 皮膚科
- 眼科
- 小児科
- 産科
- 婦人科
- 歯科
- リハビリテーション科
- ホスピス科
- 緩和支持治療科
- 化学療法科
- 精神科
- 麻酔科・ペインクリニック
- 生殖診療科
- 放射線科
- 放射線治療科
- 病理診断科

### センター部門
- 高度救命救急センター
- 浜松市認知症疾患医療センター

## 医療機関の指定等
- 高度救命救急センター
- 地域周産期母子医療センター
- 地域災害医療センター（災害拠点病院）
- 保険医療機関
- 結核指定医療機関
- 被爆者一般疾病指定医療機関
- 育成医療指定医療機関
- 小児慢性医療指定医療機関
- 特定疾患治療取扱病院
- 精神保健福祉法指定医療機関
- 重症難病患者協力病院
- 臨床研修指定病院
- 臓器移植推進協力病院
- 地域がん診療連携拠点病院
- 精神科救急医療施設
- 地域肝疾患診療連携拠点病院
- 認知症疾患医療センター（基幹型）
- 労災保険指定医療機関
- 労災保険二次健診等給付医療機関
- 生活保護法指定医療機関
- 更生医療指定医療病院
- 母子保健法指定養育医療機関
- エイズ治療拠点病院
- 静岡県精神科救急医療基幹病院
- 救急指定病院
- 日本医療機能評価機構認定病院
- 応急入院指定病院
- 地域医療支援病院
- 特定不妊治療費助成事業指定病院
- 新人助産師臨床実践能力向上推進事業実施施設
- 新人看護師臨床実践能力向上推進事業実施施設

## アクセス
聖隷三方原病院内にバスターミナルが併設され、浜北方面の除き乗入れている。浜松駅バスターミナルから来る場合は、15番のりばとなる。停留所名は聖隷三方原病院
| のりば   | 路線名               | 系統 | 主要経由地                               | 主な行先   | 備考                                                       |
| -------- | -------------------- | ---- | ---------------------------------------- | ---------- | ---------------------------------------------------------- |
| 2のりば  | 奥山線               | 45   | 根洗・金指・井伊谷                       | 奥山       | 上り、下りとも平日の一部の便（午前中の一部）のみ経由する。 |
| 2のりば  | 気賀三ヶ日線         | 40   | 気賀四ッ角・都筑・三ヶ日                 | 三ヶ日車庫 | 気賀駅前は経由しない。                                     |
| 2のりば  | 気賀三ヶ日線         | 40   | 気賀四ッ角                               | 気賀駅前   |                                                            |
| 1のりば  | 気賀三ヶ日線         | 40   | 姫街道車庫・追分・葵町・市役所南・尾張町 | 浜松駅     |                                                            |
| 1のりば  | 引佐線               | 43   | 根洗・追分・葵町・市役所南・ゆりの木通り | 浜松駅     |                                                            |
| 1のりば  | 奥山線               | 45   | 根洗・追分・葵町・市役所南・ゆりの木通り | 浜松駅     |                                                            |
| ３のりば | 浜北医大三方原聖隷線 | 100  | 都田口・医科大学・小松駅                 | 浜北駅     | 日本調剤・三方原薬局前に設置、病院から少し離れている       |

上記、遠州鉄道が運行する路線バスのほかに、遠鉄タクシーが受託運行している、浜松市自主運行バス（ニコニコバス・いなさみどりバスなおとら線（月・水・金・土のみ、予約制）・みをつくしバス（月・水のみ、予約制））が乗り入れる
自家用車の場合、東名高速道路浜松西ICより約15分。

## 関連施設
- 聖隷予防検診センター
- 聖隷おおぞら療育センター